# Howe Gelb
Howe Gelb, né le 22 octobre 1956 à Wilkes-Barre (Pennsylvanie), est un auteur-compositeur, musicien et producteur musical américain. Sa musique, souvent catégorisée comme americana, comporte également un mélange de rock, de folk et de jazz.
En 1983, il fonde Giant Sand, un groupe informel dans lequel des musiciens jouent en alternance sans qu'un leader se mette en avant. La batterie et la basse ont longtemps été assurées par John Convertino et Joey Burns, qui finissent par former le groupe Calexico.
En plus de ses albums avec Giant Sand, Gelb a sorti plus d'une vingtaine d'albums sous son propre nom, ainsi qu'avec d’autres groupes avec lesquels il a collaboré.

## Discographie
Leader :
- 1991 : Dreaded Brown Recluse
- 1998 : Hisser
- 1998 : Upside Down Home
- 2000 : Upside Down Home 2000
- 2001 : Confluence
- 2001 : Lull Some Piano
- 2003 : The Listener
- 2003 : Upside Down Home 2002
- 2004 : Ogle Some Piano
- 2004 : The Listener's Coffee Companion
- 2004 : Upside Down Home 2004: Year of the Monkey
- 2006 : Sno Angel Like You
- 2006 : Fourcast: Flurries
- 2007 : Upside Down Home 2007: Return to San Pedro
- 2008 : Spun Some Piano
- 2009 : Sno Angel Winging It (Live album)
- 2010 : Alegrías
- 2010 : Melted Wires
- 2011 : Snarl Some Piano
- 2013 : Dust Bowl
- 2013 : The Coincidentalist
- 2015 : Future Standards
- 2019 : Gathered[3], Fire Records

Avec Giant Sand :
- 1985 : Valley of Rain (Enigma Records)
- 1986 : Ballad of a Thin Line Man (Zippo)
- 1987 : Storm (Demon)
- 1988 : The Love Songs (Homestead)
- 1989 : Long Stem Rant (Homestead)
- 1990 : Swerve (Demon)
- 1991 : Ramp (Restless)
- 1992 : Center of the Universe (Restless)
- 1993 : Purge and Slouch (Brake Out)
- 1994 : Stromausfall (Return to Sender)
- 1994 : Glum (Imago)
- 1995 : Goods and Services (Brake Out)
- 1995 : Backyard Barbecue Broadcast (Koch)
- 1997 : Official Bootleg Series Volume 1: Build Your Own Night It's Easy (¡Epiphany!)
- 1999 : Chore of Enchantment (Loose)
- 2000 : Official Bootleg Series Volume 2: The Rock Opera Years (OW OM Finished Recorded Products)
- 2001 : Official Bootleg Series Volume 3: Unsungglum (OW OM Finished Recorded Products)
- 2001 : Selections Circa 1990-2000 (V2 Records Benelux)
- 2002 : Cover Magazine (Thrill Jockey)
- 2002 : Infiltration of Dreams (Mucchio Extra)
- 2003 : Official Bootleg Series Volume 4: Too Many Spare Parts in the Yard Too Close at Hand (OW OM Recorded Products)
- 2004 : Is All Over the Map (Thrill Jockey)
- 2008 : Provisions (Thrill Jockey)
- 2008 : Provisional Supplement (OW OM Recorded Products)
- 2010 : Blurry Blue Mountain (Fire)
- 2012 : Tucson : a Country Rock Opera (Fire) (sous le nom de Giant Giant Sand)
- 2015 : Heartbreak Pass (New West)

Arizona Amp and Alternator :
- 2005 : Arizona Amp and Alternator
- 2016 : The Open Road

The Band of Blacky Ranchette :
- 1985 : The Band of Blacky Ranchette
- 1986: Heartland
- 1990: Sage Advice
- 2003: Still Lookin' Good to Me

OP8 :
- 1997 : Slush